# Filip II z Tarentu
Filip II z Tarentu (ur. 1329, zm. 25 listopada 1373) – tytularny cesarz łaciński jako Filip III, książę Tarentu i król Albanii (1364–1374), książę Achai (1364–1373).
Był najmłodszym synem cesarzowej Katarzyny II de Valois i jej męża – Filipa I z Tarentu. Jego dziadkami ze strony ojca byli król Karol II Andegaweński i Maria Węgierska. Jego dziadkami ze strony matki byli hrabia Karol de Valois i jego druga żona cesarzowa Katarzyna I de Courtenay.
W kwietniu 1355 (lub w listopadzie 1354 r.) poślubił Marię Neapolitańską (1328–1366), córkę Karola, księcia Kalabrii, i Marii de Valois. Dzięki temu małżeństwu stał się szwagrem królowej Neapolu – Joanny I. W 1364 zmarł bezdzietnie najstarszy brat Filipa – Robert z Tarentu i Filip odziedziczył po nim tytuł tytularnego cesarza Konstantynopola, księcia Achai i Tarentu, króla Albanii. W 1366 zmarła żona Filipa, Maria.
8 stycznia 1370 r. papież wydał dyspensę pozwalającą na zawarcie małżeństwa pomiędzy Filipem a Elżbietą Stefanówną, siostrzenicą króla Węgier Ludwika Wielkiego.  Dwa miesiące później Elżbieta oficjalnie zerwała swoje zaręczyny z Wacławem Luksemburskim. 20 października 1370 r. Filip ożenił się z Elżbietą.
Zmarł bezdzietnie, bo wszystkie jego dzieci zmarły w dzieciństwie. Jego następcą został jego siostrzeniec – Jakub de Baux, książę Andrii, syn starszej siostry Filipa, Małgorzaty.

## Potomstwo
Z pierwszego małżeństwa z Marią Neapolitańską miał pięcioro dzieci:
- Filipa III (1356 – zmarłego młodo), księcia Tarentu,
- Karola (1358),
- Filipa (1360),
- dziecko (1362),
- dziecko (1366).

Z drugiego małżeństwa, z Elżbietą Stefanówną, Filip miał syna:
- Filipa (zmarł w dzieciństwie[1]).